# Carrer Major (Campmany)
El carrer Major de Campmany (Alt Empordà) és un carrer històric amb diversos edificis protegits com a bé cultural d'interès local.

## Història
Durant els segles xviii i xix Campmany va créixer fora de les muralles, cosa que va crear nous carrers i places. El barri nou més important que va néixer extramurs s'estenia al nord del nucli antic medieval i és el que inclou el carrer Major i la plaça Major.
Campmany va viure el seu moment d'esplendor a mitjans del segle xix, ja que va ser una bona època per al conreu de la vinya i el suro, encara que es va veure afectada greument per l'acció de la fil·loxera, tot i que, anys més tard, amb la introducció de nous ceps americans, es va poder recuperar la producció de vi a la zona i la prosperitat del poble.

## Casa al número 20
La casa al número 20 del carrer Major és un edifici entre mitgeres de planta rectangular, format per dos cossos adossats, amb pati posterior. Presenta la coberta de dues vessants de teula i està distribuït en planta baixa i dos pisos. La façana principal presenta tres portals d'accés a l'interior, un de rectangular i l'altre tapiat i actualment transformat en finestra. Destaca el portal central, d'arc rebaixat amb l'emmarcament arrebossat. Les obertures presents als pisos superiors són rectangulars, amb fines columnetes als brancals i guardapols esglaonats sostinguts amb petites mènsules motllurades. Cada planta presenta un balcó corregut amb llosana motllurada i barana de ferro treballada, a la que hi tenen sortida dos finestrals. Al costat dels balcons hi ha una finestra simple, amb el mateix tipus de decoració que la resta d'obertures. Damunt les obertures de la segona planta hi ha els forats de ventilació de la coberta, decorats amb motius vegetals. L'edifici està coronat per un voladís de teula àrab damunt del que s'assenta un plafó d'obra esglaonat, rematat amb boles de pedra. La construcció està arrebossada i pintada de color clar, amb els motius decoratius de les obertures en gris.
Per la seva tipologia es pot datar aquesta casa a finals del segle xix principis del XX, moment de recuperació econòmica del poble.

## Casa al número 22
La casa al número 22 del carrer Major forma cantonada amb el carrer del centre, davant la plaça de Sant Sebastià.
És un edifici cantoner de planta rectangular, amb la coberta de teula de dues vessants i distribuït en planta baixa i dos pisos. Consta de tres crugies perpendiculars a la façana principal. Presenta un cos adossat per la banda de migdia, d'un sol nivell amb la coberta plana i un balcó corregut amb llosana motllurada i barana de ferro treballat. Totes les obertures de l'edifici són rectangulars i estan bastides amb carreus de granit i les llindes planes. A la planta baixa hi ha tres portals, un d'ells tapiat i transformat en una finestra que també està emmarcada amb carreus. El portal central, actual accés al garatge, presenta una inscripció a la llinda amb l'any de restauració de l'edifici, 1898, i el nom de l'autor, "J. VERGES I PERA". A cada planta hi ha tres balcons exempts amb baranes de ferro treballat. Els de la planta noble són de dimensions més grans que les del segon pis. La façana lateral presenta una finestra tapiada a la segona planta i un balcó restituït al primer nivell.
La construcció, rehabilitada, està bastida en pedra desbastada de diverses mides, disposada irregularment.